# Мішель Фаззарі
Мішель Христина Фаззарі (англ. Michelle Cristina Fazzari; 10 липня 1987, Гамільтон, Онтаріо — 30 серпня 2024) — канадська борчиня вільного стилю, багаторазова призерка чемпіонатів світу, чемпіонка та бронзова призерка Панамериканських чемпіонатів, чемпіонка Співдружності, срібна призерка Ігор Співдружності, володарка та срібна призерка Кубків світу, учасниця Олімпійських ігор.

## Біографія
У 2006 році стала віце-чемпіонкою Панамериканської першості серед юніорів. У 2010 отримала важку травму плеча, перенесла операцію і її подальша кар'єра була під питанням та вона смогла тріумфально повернутися у великий спорт.
Отримала ступінь бакалавра з фізичної культури в 2010 році та ступінь бакалавра освіти в 2015 році в університеті Брока.

## Спортивні результати на міжнародних змаганнях

### Виступи на Олімпіадах
| Змагання                    | Збірна | Вагова категорія          | Місце |
| --------------------------- | ------ | ------------------------- | ----- |
| Літні Олімпійські ігри 2016 | Канада | жіноча боротьба, до 58 кг | 17    |

### Виступи на Чемпіонатах світу
| Змагання                        | Збірна | Вагова категорія          | Місце  |
| ------------------------------- | ------ | ------------------------- | ------ |
| Чемпіонат світу з боротьби 2012 | Канада | жіноча боротьба, до 59 кг | 9      |
| Чемпіонат світу з боротьби 2014 | Канада | жіноча боротьба, до 60 кг | 10     |
| Чемпіонат світу з боротьби 2015 | Канада | жіноча боротьба, до 58 кг | 9      |
| Чемпіонат світу з боротьби 2017 | Канада | жіноча боротьба, до 58 кг | Бронза |

### Виступи на Панамериканських чемпіонатах
| Змагання                                   | Збірна | Вагова категорія          | Місце  |
| ------------------------------------------ | ------ | ------------------------- | ------ |
| Панамериканський чемпіонат з боротьби 2006 | Канада | жіноча боротьба, до 59 кг | Бронза |
| Панамериканський чемпіонат з боротьби 2014 | Канада | жіноча боротьба, до 60 кг | Золото |
| Панамериканський чемпіонат з боротьби 2017 | Канада | жіноча боротьба, до 58 кг | Золото |

### Виступи на Панамериканських іграх
| Змагання                  | Збірна | Вагова категорія          | Місце |
| ------------------------- | ------ | ------------------------- | ----- |
| Панамериканські ігри 2015 | Канада | жіноча боротьба, до 58 кг | 7     |

### Виступи на Чемпіонатах Співдружності
| Змагання                                | Збірна | Вагова категорія          | Місце  |
| --------------------------------------- | ------ | ------------------------- | ------ |
| Чемпіонат Співдружності з боротьби 2007 | Канада | жіноча боротьба, до 59 кг | Золото |

### Виступи на Іграх Співдружності
| Змагання                | Збірна | Вагова категорія          | Місце  |
| ----------------------- | ------ | ------------------------- | ------ |
| Ігри Співдружності 2018 | Канада | жіноча боротьба, до 62 кг | Срібло |

### Виступи на Кубках світу
| Змагання                    | Збірна | Вагова категорія          | Місце  |
| --------------------------- | ------ | ------------------------- | ------ |
| Кубок світу з боротьби 2012 | Канада | жіноча боротьба, до 59 кг | Срібло |
| Кубок світу з боротьби 2013 | Канада | жіноча боротьба, до 59 кг | Золото |
| Кубок світу з боротьби 2014 | Канада | жіноча боротьба, до 60 кг | 4      |

### Виступи на інших змаганнях
| Змагання                                                     | Збірна | Вагова категорія          | Місце  |
| ------------------------------------------------------------ | ------ | ------------------------- | ------ |
| Austrian Ladies Open 2007                                    | Канада | жіноча боротьба, до 59 кг | 8      |
| Чемпіонат світу з боротьби серед студентів 2008              | Канада | жіноча боротьба, до 59 кг | 10     |
| Міжнародний меморіал Дейва Шульца 2011                       | Канада | жіноча боротьба, до 59 кг | 6      |
| Austrian Ladies Open 2011                                    | Канада | жіноча боротьба, до 59 кг | Срібло |
| Гран-прі Німеччини з боротьби 2011                           | Канада | жіноча боротьба, до 59 кг | Бронза |
| Відкритий чемпіонат Польщі з боротьби 2011                   | Канада | жіноча боротьба, до 59 кг | 11     |
| Міжнародний турнір Ньюйоркського атлетичного клубу 2011      | Канада | жіноча боротьба, до 59 кг | Золото |
| Austrian Ladies Open 2012                                    | Канада | жіноча боротьба, до 59 кг | 4      |
| Міжнародний турнір Ньюйоркського атлетичного клубу 2012      | Канада | жіноча боротьба, до 59 кг | Золото |
| Austrian Ladies Open 2013                                    | Канада | жіноча боротьба, до 59 кг | Срібло |
| Гран-прі Іспанії з боротьби 2013                             | Канада | жіноча боротьба, до 59 кг | 7      |
| Франкомовні ігри 2013                                        | Канада | жіноча боротьба, до 59 кг | Золото |
| Міжнародний турнір Ньюйоркського атлетичного клубу 2013      | Канада | жіноча боротьба, до 59 кг | Срібло |
| Nordhagen Classics 2013                                      | Канада | жіноча боротьба, до 59 кг | Срібло |
| Міжнародний меморіал Дейва Шульца 2014                       | Канада | жіноча боротьба, до 58 кг | 4      |
| Klippan Lady Open 2014                                       | Канада | жіноча боротьба, до 60 кг | Срібло |
| Турнір міста Сассарі з боротьби 2014                         | Канада | жіноча боротьба, до 60 кг | Золото |
| Відкритий чемпіонат Польщі з боротьби 2014                   | Канада | жіноча боротьба, до 58 кг | Бронза |
| Міжнародний меморіал Білла Фаррелла 2014                     | Канада | жіноча боротьба, до 58 кг | Бронза |
| Кубок Бразилії з боротьби 2014                               | Канада | жіноча боротьба, до 60 кг | Золото |
| Nordhagen Classics 2015                                      | Канада | жіноча боротьба, до 60 кг | Золото |
| Гран-прі «Іван Яригін» 2015                                  | Канада | жіноча боротьба, до 58 кг | Бронза |
| Klippan Lady Open 2015                                       | Канада | жіноча боротьба, до 58 кг | Срібло |
| Міжнародний меморіал Білла Фаррелла 2015                     | Канада | жіноча боротьба, до 58 кг | Золото |
| Тестовий турнір UWW 2016                                     | Канада | жіноча боротьба, до 58 кг | Бронза |
| Олімпійський кваліфікаційний турнір з боротьби 2016 (Фріско) | Канада | жіноча боротьба, до 58 кг | Золото |
| Гран-прі Німеччини з боротьби 2016                           | Канада | жіноча боротьба, до 58 кг | Бронза |
| Турнір міста Сассарі 2016                                    | Канада | жіноча боротьба, до 58 кг | 8      |
| Гран-прі Парижа з боротьби 2017                              | Канада | жіноча боротьба, до 58 кг | Золото |
| Klippan Lady Open 2017                                       | Канада | жіноча боротьба, до 58 кг | Бронза |
| Гран-прі Німеччини з боротьби 2017                           | Канада | жіноча боротьба, до 58 кг | Золото |
| Гран-прі Іспанії з боротьби 2017                             | Канада | жіноча боротьба, до 58 кг | Срібло |
| Меморіал Маттео Пелліконе 2020                               | Канада | жіноча боротьба, до 62 кг | 10     |
| Кубок Гранми і Серро-Пеладо з боротьби 2020                  | Канада | жіноча боротьба, до 62 кг | 9      |
| Олімпійський кваліфікаційний турнір з боротьби 2020 (Оттава) | Канада | жіноча боротьба, до 62 кг | Бронза |
| Київський Міжнародний турнір з боротьби 2021                 | Канада | жіноча боротьба, до 62 кг | 9      |
| Меморіал Маттео Пелліконе 2021                               | Канада | жіноча боротьба, до 62 кг | Золото |

### Виступи на змаганнях молодших вікових груп
| Змагання                                                 | Збірна | Вагова категорія          | Місце  |
| -------------------------------------------------------- | ------ | ------------------------- | ------ |
| Панамериканський чемпіонат з боротьби серед юніорів 2006 | Канада | жіноча боротьба, до 59 кг | Срібло |